# Scaptolenus femoralis
Scaptolenus femoralis là một loài bọ cánh cứng trong họ Cebrionidae. Loài này được LeConte miêu tả khoa học năm 1853.